# Hanne Sie
Hanne Sie (født 9. maj 1955) er en dansk maler og grafiker.
Sie er elev af Joseph Salamon og Alfio Bonanno i begyndelsen af 1980'erne, og har foretaget flere studierejser til det sydlige Europa hvis klare lys har været inspiration til mere eller mindre  abstrakte arbejder i lyse og klare farver, mange holdt i en blå-grøn skala. Hendes formsprog har ofte udgangspunkt i naturindtryk i lighed med kunstnere som Edvard Weie og Olaf Rude.